# VIA Trinity
VIA Trinity(ヴィア トリニティー)とは、2008年にVIA Technologiesが発表したIA-32システムプラットフォームの一種である。

## 概要

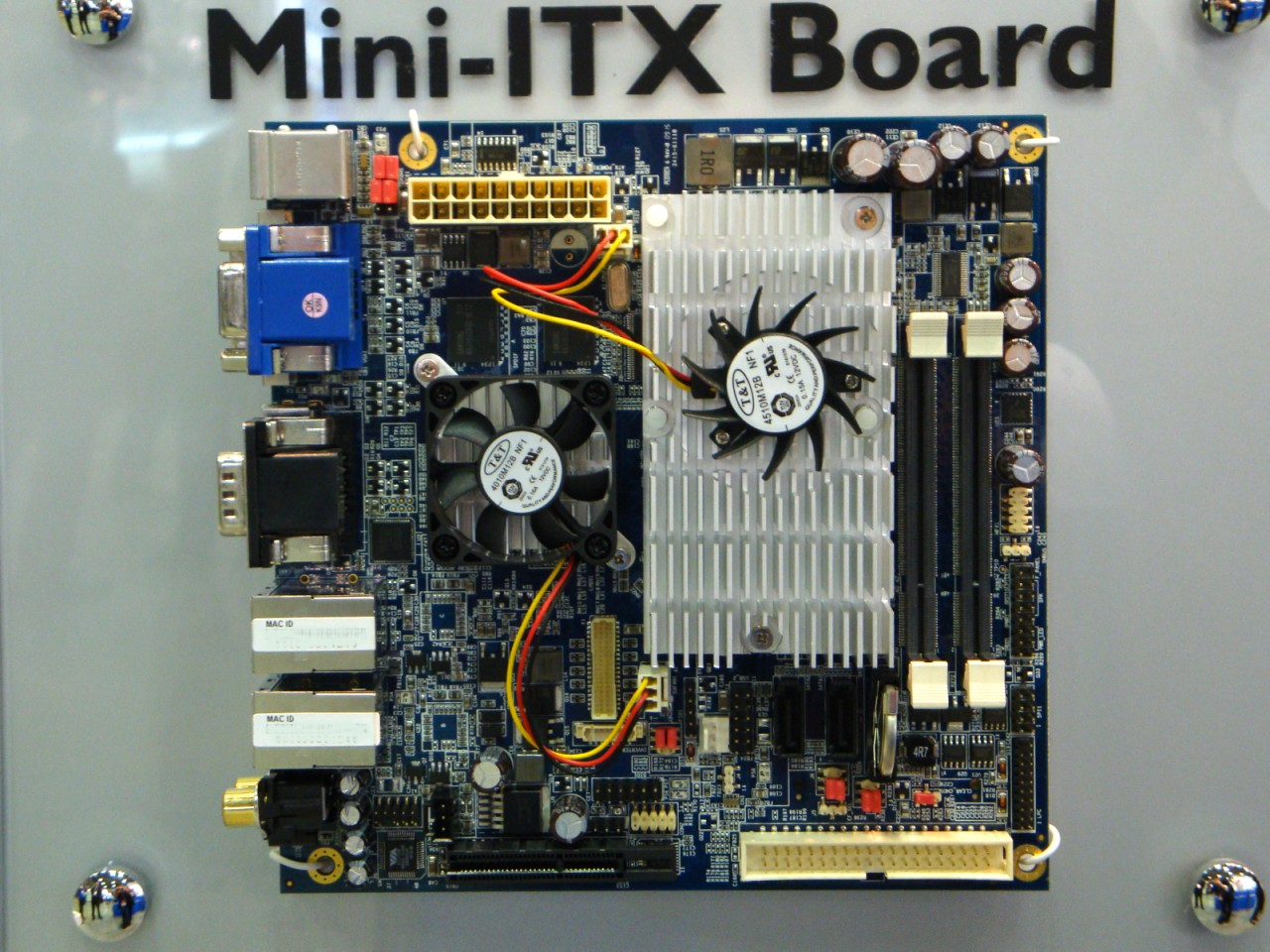
VIA TrinityベースのMini ITXサンプルボード(ESEC2009)

VIA Trinityは2008年に発表されたスモールフォームファクタ(SFF)向けプラットフォームであり、Mini-ITX、ノートPC、ネットブックおよび組込み用途を対象としている。
VIA Trinityは以下の3つのコンポーネントから構成される。
- 電力効率に優れたVIA社製CPU (VIA C7またはVIA Nano)
- VIA社製統合チップセット (VX800など)
- オンボードS3 Graphics PCI Express単体GPU (Chrome 400など)

上記の条件を満たすものがVIA Trinityであるとされており、インテルのCentrinoプラットフォームなどのような認証システムは発表されていない。この構成を採用することにより、DirectX 10.1、Hi-Defビデオ、Blu-ray Disc、Windows Vistaに対応したシステムを省スペースにて実現できるとしている。
全コンポーネントをVIA社製品で構成していること、SFF向けプラットフォームでありながら性能的に有利な単体のGPUをオンボード搭載している点が大きな特徴である。

## 競合プラットフォーム
- インテル Centrino (Centrino Atom)
- NVIDIA ION
- AMD Yukon

## 採用例
VIA自身がVIA Trinity準拠のマザーボードとしてVB8003とVB8004を発売しているほか、中国の山塞メーカーのひとつ凌拓科技 有限公司がVIA Nano, VX800, S3 Chrome 435ULPを採用したネットブックを発売している。